# Kainach bei Voitsberg
Kainach bei Voitsberg osztrák község Stájerország Voitsbergi járásában. 2017 januárjában 1647 lakosa volt. 

## Elhelyezkedése

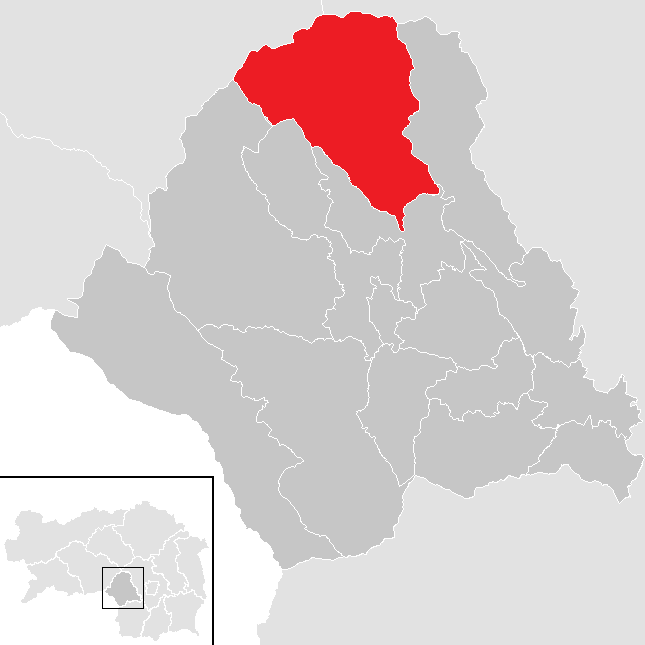
Kainach bei Voitsberg a Voitsbergi járásban

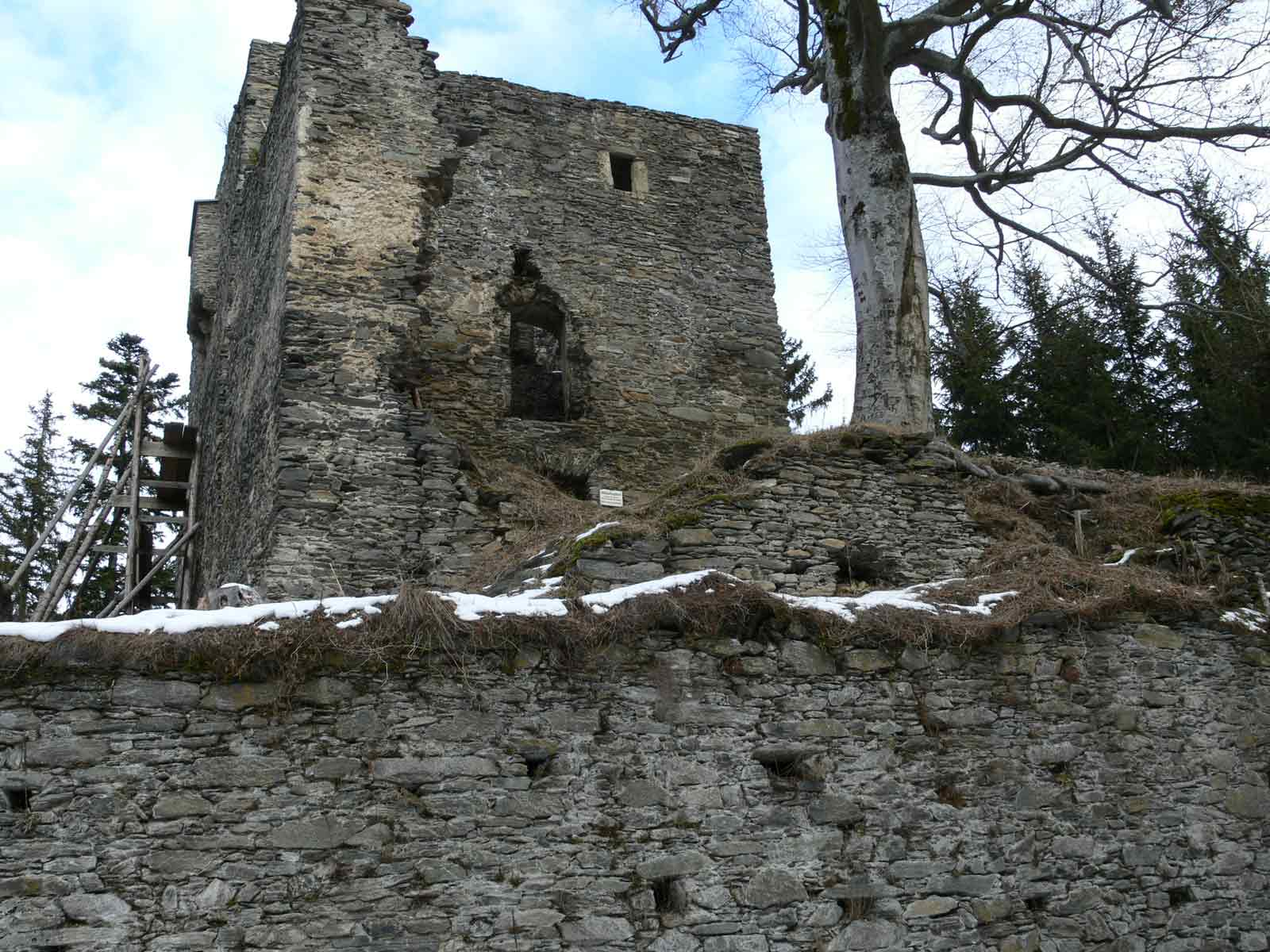
Hauenstein várának romjai

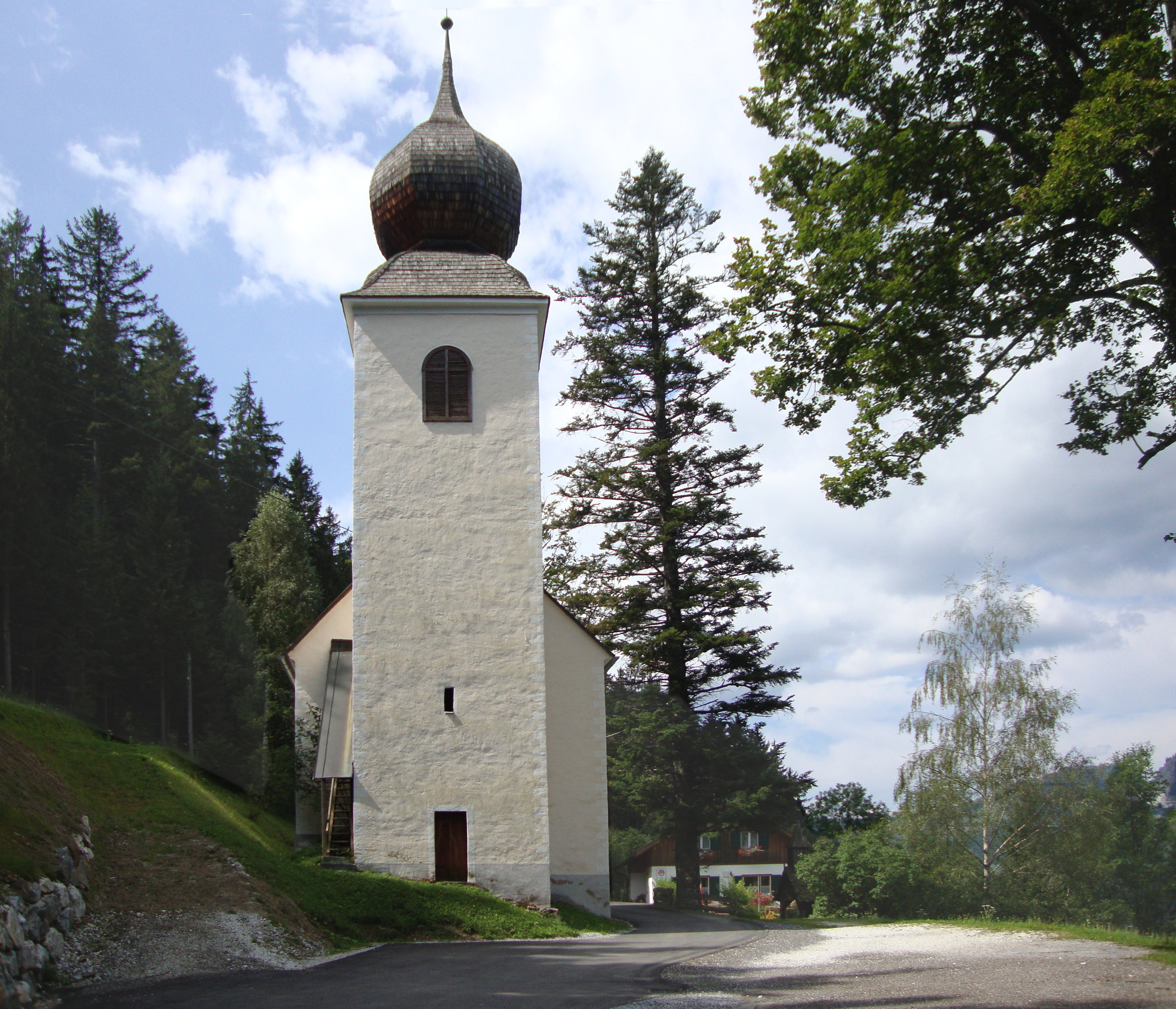
A Szt. Radegund-templom

Kainach bei Voitsberg a tartomány középső részén fekszik Graztól északnyugatra, a Gleinalpe hegység délkeleti lejtőin, a Kainach (a Mura mellékfolyója) felső szakaszán. Az önkormányzathoz 4 katasztrális községben (Gallmannsegg, Kainach, Kohlschwarz, Oswaldgraben) 7 falu tartozik: Breitenbach (99 lakos), Gallmannsegg (209), Hadergasse (92), Hemmerberg (451), Kainach bei Voitsberg (472), Kohlschwarz (258), Oswaldgraben (99).
A környező önkormányzatok: keletre Geistthal-Södingberg, délre Bärnbach, délnyugatra Köflach és Maria Lankowitz, északnyugatra Sankt Margarethen bei Knittelfeld, északkeletre Übelbach.

## Története
A rómaiak i.sz. 150 körül kőbányát létesítettek a mai község területén és faragott köveik Oswaldgrabenben ma is megtalálhatóak.  A középkorban és talán már a római időkben a Kainach mentén vezetett a Gleinalpe gerincén átkelő kereskedőút. A szállítmányokról árulkodnak az olyan helynevek, mint pl. Weinebene ("borsík") vagy Samerwirt ("öszvérkocsmáros").
Az 1240 körüli Babenberg-urbárium és St. Lambrecht apátságának 1392-es összeírása alapján úgy vélik, hogy a bajor telepesek lakta falu 1200 körül már létezett. A Kainach folyót már 1070-ben említi egy dokumentum. A falu birtokosai az apátság és a Greiegg-család, majd azok kihalása után különböző nemesi nemzetségek voltak.
Kainach templomát először 1392-ben említik. Az egyházközség első, 1630-ból származó anyakönyve említ egy tanárt (ludi magistri), vagyis ekkor a falunak már volt iskolája.
A 2015-ös stájerországi közigazgatási reform során Kainachot és a szomszédos Gallmannsegg és Kohlschwarz községeket Kainach bei Voitsberg néven közös önkormányzatban egyesítették.

## Lakosság
A Kainach bei Voitsberg-i önkormányzat területén 2017 januárjában 1647 fő élt. A lakosság 1961 óta (akkor 2000 fő) folyamatosan csökken. 2015-ben a helybeliek 96,9%-a volt osztrák állampolgár; a külföldiek közül 0,9% a régi (2004 előtti), 1,1% az új EU-tagállamokból érkezett. 0,1% a volt Jugoszlávia (az EU-tag Szlovénia és Horvátország nélkül) vagy Törökország, 1,1% egyéb országok polgára. 2001-ben az akkori Kainachban a lakosok 96,1%-a római katolikusnak, 0,3% evangélikusnak, 3,2% felekezet nélkülinek vallotta magát. Ugyanekkor 1 magyar élt a községben.

## Látnivalók

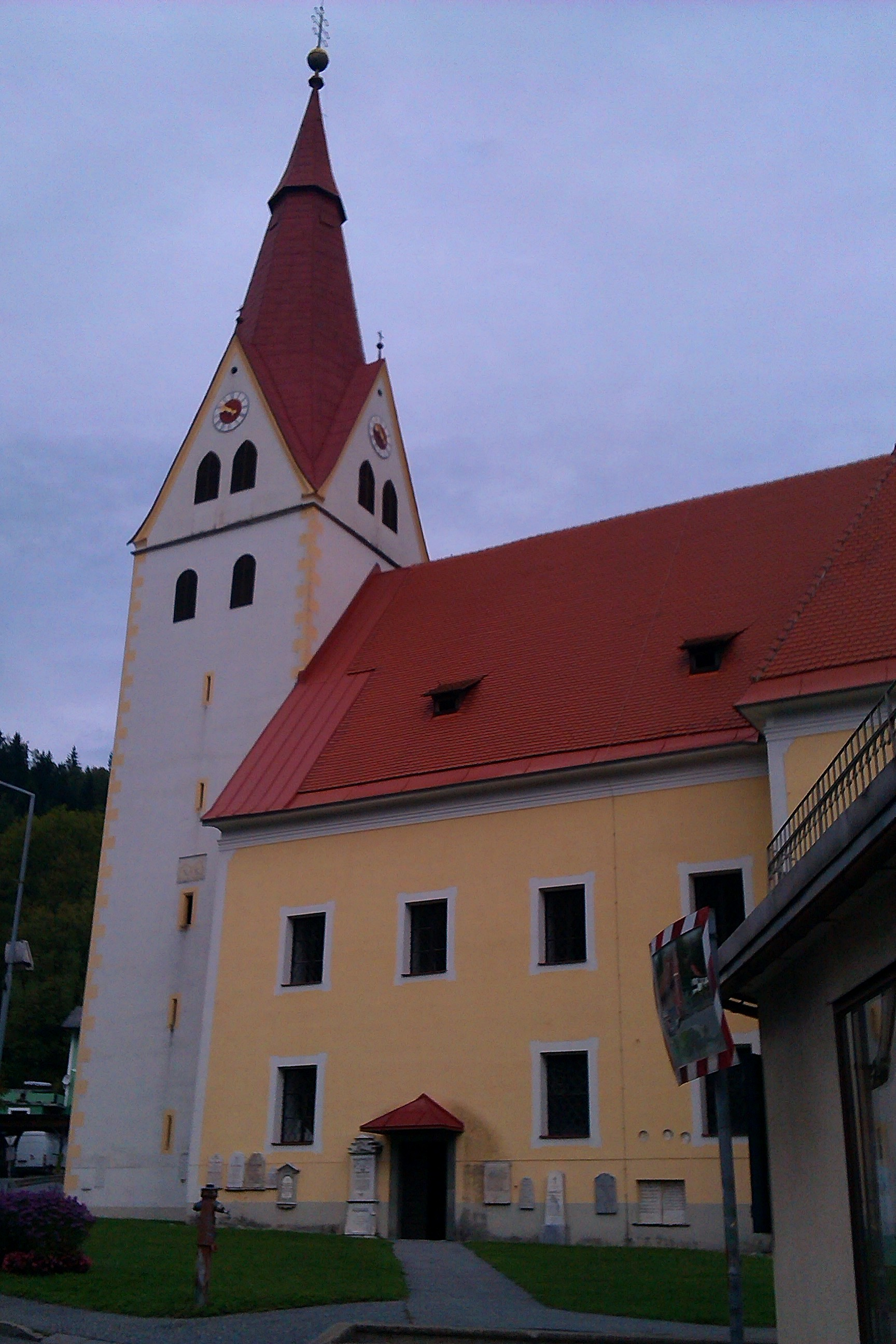
A Szt. György-templom

- Kainach Szt. György-plébániatemplomát 1786-ig a st. lambrechti apátság felügyelte. A régebbi, 1422 körül épített templomot 1722-25 között átépítették, de gótikus tornya megmaradt. A főoltár a 18. század elejéről való.
- a műemlék plébánia
- Hauenstein várának romjai. A vár a 13. század elején épült, első ismert ura Wulfing von Hanau volt 1222-ből. 1483-ban a st. lambrechti kolostor kapta meg, tőlük Judenburg városához került. 1515-ben már romos állapotban volt, feltehetően leégett és elhagyták.
- a gallmannseggi Szt. Radegund-templom 1665-1669 között épült
- a 17. századi Storchenschlössel, eredetileg tizedraktár

## Fordítás
- Ez a szócikk részben vagy egészben  a   Kainach bei Voitsberg című német Wikipédia-szócikk ezen változatának fordításán alapul.  Az eredeti cikk szerkesztőit annak laptörténete sorolja fel. Ez a jelzés csupán a megfogalmazás eredetét és a szerzői jogokat jelzi, nem szolgál a cikkben szereplő információk forrásmegjelöléseként.